# Coleophora hackmani
Coleophora hackmani là một loài bướm đêm thuộc họ Coleophoridae. Nó được tìm thấy ở miền bắc châu Âu to miền nam part of the Palearctic ecozone. Nó cũng được tìm thấy ở bán đảo Iberia.

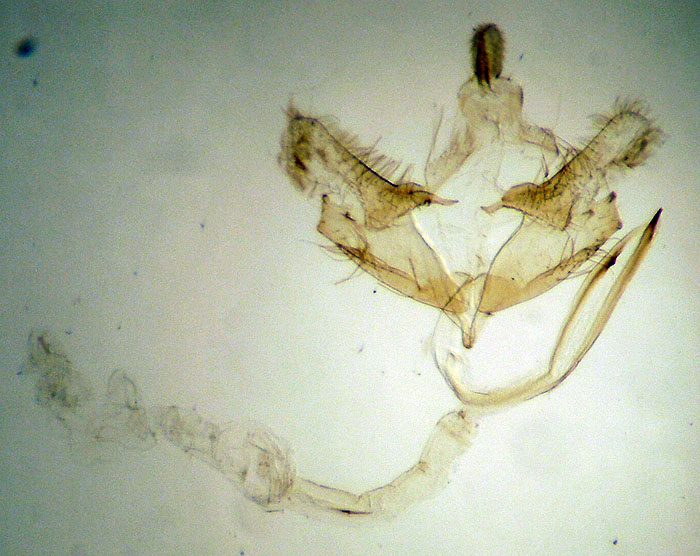

Sải cánh dài 12–15 mm.
Ấu trùng ăn Silene nutans.